# Квинт Фабий Вибулан Амбуст
Вижте пояснителната страница за други личности с името Квинт Фабий Вибулан.
Квинт Фабий Вибулан Амбуст (на латински: Quintus Fabius Vibulanus Ambustus) e политик на ранната Римска република.
Произлиза от патрицианската фамилия Фабии. Син е на Квинт Фабий Вибулан (консул 467, 465 и 459 пр.н.е.). Брат е на Марк Фабий Вибулан (консул 442 пр.н.е.) и Нумерий Фабий Вибулан.
През 423 пр.н.е. Квинт Амбуст e консул заедно с Гай Семпроний Атрацин. Той поема защитата на града, а колегата му се бие против волските. През 416 и 414 пр.н.е. той е консулски военен трибун.